# Melchior Rantzau
Melchior Rantzau (* um 1496; † zwischen dem 21. August und 17. September 1539 in Kopenhagen) war ein holsteinischer Ritter und hochrangiger Politiker im Dienste zweier schleswig-holsteinischer Herzöge und dänischer Könige.

## Familie
Melchior Rantzau entstammte der holsteinischen Adelsfamilie Rantzau. Seine Eltern waren der Amtmann Hans Rantzau (1452–1522) auf Gut Neuhaus und Schmoel im heutigen Kreis Plön und Margarethe Brockdorff (1477–1547). Vermutlich war er der älteste Sohn. Er hatte (mindestens) sechs Brüder, die im Zuge seines Aufstiegs ebenfalls mit wichtigen Ämtern bedacht wurden: So wurde Balthasar 1536 Bischof von Lübeck,  Heinrich (oder Henrik) (1501–1561) und Sievert († 1576) herzogliche Räte und Amtmänner, Jasper (oder Caspar) († 1562) königlicher Rat und Amtmann, Breide († 1562) königlicher Statthalter der Herzogtümer und Otto († 1585) Propst von Kloster Uetersen.

## Leben
1514 immatrikulierte Melchior sich gemeinsam mit Balthasar an der Universität Rostock. Nach dem Studium trat er in den Dienst von Herzog Friedrich und machte Karriere im Zusammenhang mit dessen Auseinandersetzung mit seinem Neffen, dem dänischen König Christian II. Als Friedrich König wurde, wuchs auch Rantzaus Einfluss in Dänemark. Bereits 1523 war Rantzau Amtmann von Hadersleben, das Friedrich seinem Sohn Herzog Christian übertragen hatte. 1524 reiste er gemeinsam mit Johann Rantzau nach Hamburg und Lüneburg und wurde dessen Nachfolger als Marschall und wichtigster Staatsmann für Außen- und Finanzpolitik in den Herzogtümern Schleswig und Holstein. Von 1526 bis 1530 verwaltete er Gotland für Lübeck, denn die Einkünfte der Insel waren der Hansestadt als Lohn für ihre militärische Mitwirkung bei der Gefangennahme des abgesetzten Königs Christians II. zugestanden worden. 1529 wurde Rantzau Amtmann von Flensburg. Zusätzlich erhielt er Fehmarn und Sonderburg als Pfand für geleistete finanzielle Unterstützung. 
Als im April 1533 König Friedrich im Sterben lag, reiste Rantzau wohl auf eigenen Antrieb in die Niederlande, um mit Kaiser Karl V. im Interesse von Herzog Christian zu verhandeln. Denn Christian II. war zwar abgesetzt und saß seit 1532 im Gefängnis auf Schloss Sonderburg, besaß aber noch immer  einen Anspruch auf den Thron und war zudem mit Isabella von Österreich, einer Schwester des Kaisers, verheiratet gewesen. Es gelang Rantzau, ein Bündnis zwischen dem Kaiser und Dänemark zu erwirken, das am 10. Mai 1533 unterzeichnet wurde und Herzog Christian den Weg zum Königsthron ebnete. Beim Herrentag in Kopenhagen im Juni 1533 lehnte der Reichsrat jedoch zunächst Herzog Christian ab. In diesem Zusammenhang bot der Lübecker Bürgermeister Jürgen Wullenwever dem Herzog seine Unterstützung gegen Zusicherung neuer Handelsprivilegien an, wurde aber von Melchior Rantzau abgewiesen. Er galt Wullenwever und seinen Anhängern deshalb als ihr schlimmster Feind. Aus diesem Grunde begann der Lübecker Hauptmann Marx Meyer 1534 die sogenannte Grafenfehde mit Überfällen auf Besitztümer der Familie Rantzau. Betroffen waren allerdings weniger Melchior Rantzau und seine Brüder, sondern entfernte Verwandte. Während der Grafenfehde verhandelte Rantzau mehrmals mit Wullenwever und Meyer. 1535 führte er Verhandlungen mit dem Schmalkaldischen Bund. 1536 war er bei Wullenwevers Verhör in Rotenburg dabei und presste ihm übertriebene Geständnisse ab. Damit und auch mit dem peinlichen Verhör von Marx Meyer gelang es ihm, weitere Druckmittel gegen Lübeck in die Hand zu bekommen.
1536 schloss er im Auftrag von König Christian III. ein gegen den Kaiser und die spanischen Niederlande gerichtetes Bündnis mit Karl von Egmond, dem Herzog von Geldern. Der Kriegszug, bei dem auch sein jüngerer Bruder Breide Rantzau beteiligt war, scheiterte jedoch. 1537 handelte Melchior Rantzau in Brüssel einen Friedensvertrag mit den Niederländern aus, der Breide und andere dänische Adlige aus der Gefangenschaft befreite.
Zum letzten Mal wurde Melchior Rantzau am 21. August 1539 erwähnt bei Verhandlungen um die Verteilung der Schulden zwischen dem Königreich und den Herzogtümern. Am 18. September war er bereits verstorben.